# برينت جونسون (لاعب كرة قدم أمريكية)
برينت جونسون (بالإنجليزية: Brent Johnson)‏ هو لاعب كرة قدم أمريكية أمريكي، ولد في 16 مايو 1963 في تشاتانوغا في الولايات المتحدة.

## وصلات خارجية
- برينت جونسون على موقع مرجع كرة القدم المحترفة.كوم (الإنجليزية)